# SS-Schütze

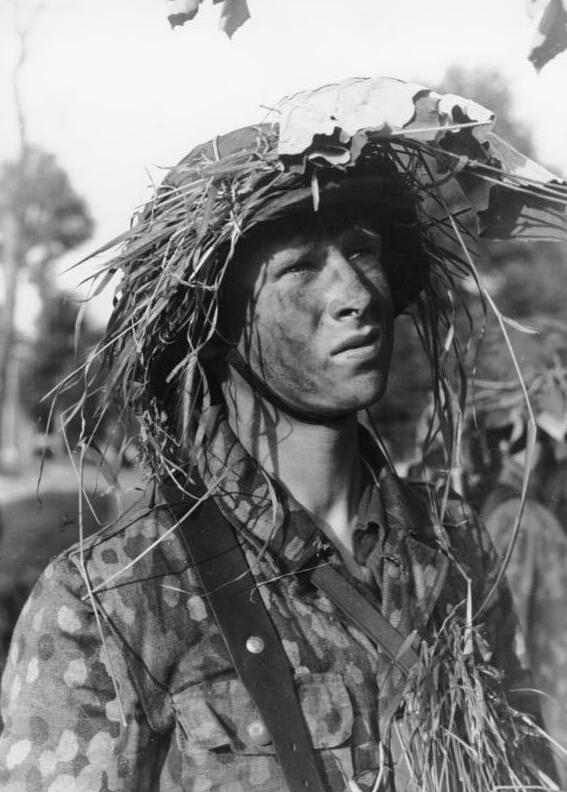
SS-Grenadier in Tarnkleidung (SS-Division „Hitlerjugend“).

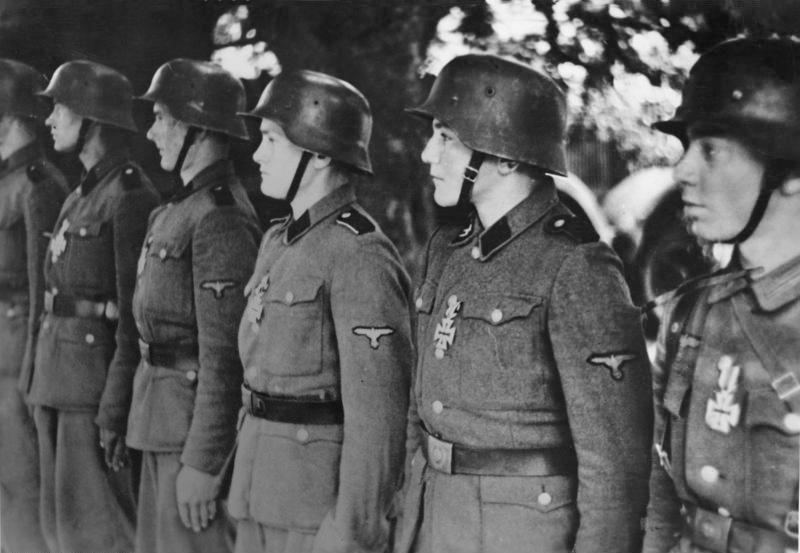
Panzergrenadiere der SS-Panzer-Division „Hitlerjugend“ angetreten zur Auszeichnung mit dem Eisernen Kreuz.

SS-Schütze (kurz: Schü; Ansprache: Schütze) war im Deutschen Reich der niedrigste Rang der Dienstgradgruppe der Mannschaften bei der Waffen-SS (1940 bis 1945) für Infanteristen. Je nach Waffengattung gab es – analog zum Heer – eigenständige (gleichrangige) Bezeichnungen wie SS-Grenadier, SS-Funker, SS-Kanonier, SS-Panzergrenadier, SS-Pionier usw.

## Ursprung
Mit der Verordnung des Chefs der Heeresleitung in der Reichswehr vom 6. Dezember 1920 wurde die Bezeichnung Schütze als unterster Mannschaftsdienstgrad in den Landstreitkräften zunächst bei der Infanterie und später in den entstehenden Panzertruppen, dort Panzerschütze, eingeführt.

## SS-Verfügungstruppe / Waffen-SS
In der SS-Verfügungstruppe wurde zunächst wie in der Allgemeinen SS und den SS-Totenkopfverbänden die Bezeichnung SS-Bewerber oder Staffelbewerber verwendet. Mit Überleitung der SS-Verfügungstruppe in die Waffen-SS ab dem Jahre 1940 wurde hier der militärische Rang SS-Schütze verwendet.

## Waffen-SS
Bei den Abbildungen werden die Rangabzeichen oder Dienstgradabzeichen gezeigt, die als Schulterstücke, Kragenspiegel und Ärmelabzeichen getragen wurden. Die Kragenspiegel wurden an der feldgrauen Uniformjacke der Waffen-SS oder der grauen Feldbluse getragen.

## Rangfolge und Insignien
Dieser Rang war dem eines einfachen Soldaten im militärischen Ranggefüge gleichgestellt, z. B. Schütze im Heer oder Flieger der Luftwaffe, bzw. dem Matrosen der damaligen Kriegsmarine.
Ein SS-Schütze konnte nach einer Mindeststehzeit von sechs bis zwölf Monaten zum SS-Oberschützen befördert werden. Die Paspelierung der Schulterstücke war in der für Mannschaften der Waffen-SS festgelegten Waffenfarbe gehalten.
| Dienstgrad        |                   |                       |
| niedriger: keiner | SS-Schütze (Schü) | höher: SS-Oberschütze |

Rangabzeichen SS-Schütze
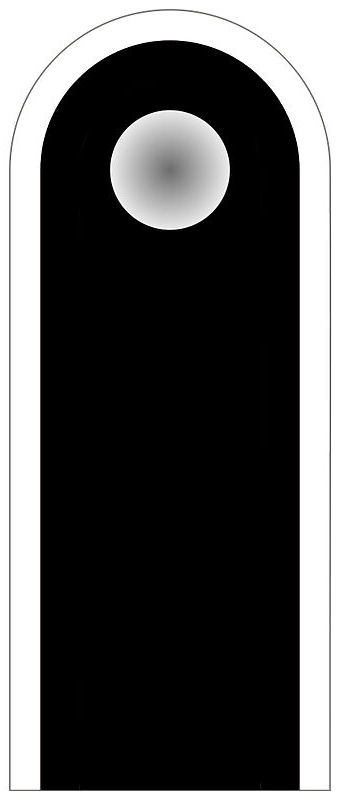
Schulterstück (für alle Mannschaften der Waffen-SS gleich)
Kragenspiegel (für SS-Schütze und SS-Oberschütze gleich)
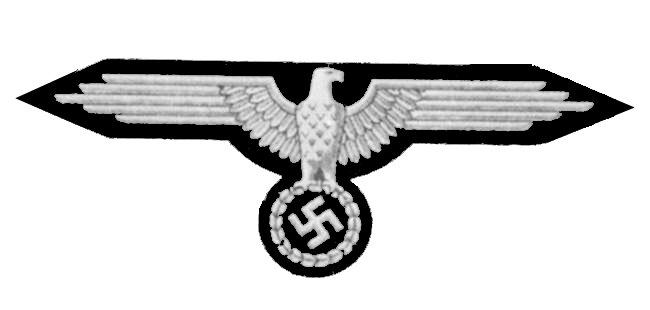
Hoheitsabzeichen (linker Oberarm, Tuchuniform)